# マイク・ストーン (音楽プロデューサー)
マイク・ストーン（Mike Stone、1951年 – 2002年5月）は、イングランドの音楽プロデューサー、音楽エンジニア。

## 経歴
1964年、10代の頃にロンドンのEMIレコーディング・スタジオ（後にアビー・ロード・スタジオと改名）において、ビートルズの『ビートルズ・フォー・セール』セッションのアシスタントエンジニアを務めている。当時、アシスタントエンジニアだったジェフ・エメリックは自伝の中で、「マイク・ストーンを含め、新しいアシスタントが何名か雇われた。彼らをできるだけ早く昇進させようと、多くのセッションでジョージ（・マーティン）やノーマン（・スミス）と一緒に仕事をするというとっておきの任務が与えられた」と述べている。
1970年代初頭にはトライデント・スタジオに採用され、ジェネシスの『怪奇骨董音楽箱』やルー・リードの『トランスフォーマー』といった作品に関わった。その後、クイーンの1970年代の大部分のアルバムでエンジニアを務める（『世界に捧ぐ』はバンドとの共同プロデュース）。「ボヘミアン・ラプソディ」をはじめとする重厚なボーカルハーモニーの処理などはストーンの貢献によるところが大きい。
1980年代には、ジャーニーの『エスケイプ』、エイジアの『詠時感〜時へのロマン』、ホワイトスネイクの『白蛇の紋章〜サーペンス・アルバス』といったミリオンセラーアルバムのプロデュースを手掛ける。
2002年5月、51歳のときアルコール依存症の合併症で亡くなった。

## 備考
ハードコア・パンクやヘヴィメタル関連のインディペンデント・レーベル「Clay Records」の創業者で、ディスチャージ、G.B.H.、ディーモンなどのアルバムをプロデュースしたマイク・“クレイ”・ストーン（Mike "Clay" Stone）としばしば混同されることがあるが、別人である。また、ビージーズ、アメリカ、フランク・ザッパなどのアルバムでエンジニアリングを担当したマイク・D・ストーン（Mike D. Stone）や、クイーンズライクのギタリスト、マイク・ストーン（Mike Stone）も別人である。

## 主な関連作品
共同プロデュース、一部プロデュースの作品も含む
- ジェネシス –『怪奇骨董音楽箱』Nursery Cryme（1971年）- テープオペレーター
- ルー・リード -『トランスフォーマー』Transformer（1972年）- ミキシング
- クイーン –『戦慄の王女』Queen（1973年）- エンジニアリング
- クイーン –『クイーン II』Queen II（1974年）- エンジニアリング
- クイーン –『シアー・ハート・アタック』Sheer Heart Attack（1974年）- エンジニアリング
- クイーン –『オペラ座の夜』A Night at the Opera（1975年）- エンジニアリング
- クイーン –『華麗なるレース』A Day at the Races（1976年）- エンジニアリング
- クイーン –『世界に捧ぐ』News of the World（1977年）- プロデュース、エンジニアリング
- シューズ –『プレゼント・テンス (現在形)』Present Tense（1979年）- プロデュース、エンジニアリング
- ニュー・イングランド –『失われし魂』New England（1979年）- プロデュース、エンジニアリング
- ニュー・イングランド - 『果てしなき冒険』Explorer Suite（1980年）- プロデュース、エンジニアリング
- ジャーニー –『エスケイプ』Escape（1981年）- プロデュース、エンジニアリング、ミキシング
- エイプリル・ワイン（英語版） –『野獣』The Nature of the Beast（1981年）- プロデュース、エンジニアリング
- エイジア – 『詠時感〜時へのロマン』Asia（1982年）- プロデュース、エンジニアリング
- エイプリル・ワイン –『パワー・プレイ』Power Play（1982年）- プロデュース、エンジニアリング
- エイジア –『アルファ』Alpha（1983年）- プロデュース、エンジニアリング、ミキシング
- エイプリル・ワイン –『野獣の叫び』Animal Grace（1983年）- プロデュース、エンジニアリング
- ジャーニー – 『フロンティアーズ』Frontiers（1983年）- プロデュース、エンジニアリング、ミキシング
- トミー・ショウ –『ガールズ・ウィズ・ガン』Girls with Guns（1984年）- プロデュース、エンジニアリング、ミキシング
- エイジア –『アストラ』Astra（1985年）- プロデュース、エンジニアリング、ミキシング
- ゲイリー・ムーア - 『ラン・フォー・カヴァー』Run for Cover（1985年）- プロデュース、ミキシング
- ホワイトスネイク –『白蛇の紋章〜サーペンス・アルバス』Whitesnake（1987年）- プロデュース
- ヘリックス（英語版） – Wild in the Streets（1987年）- プロデュース、エンジニアリング
- ラット – 『リーチ・フォー・ザ・スカイ』Reach for the Sky（1988年）- プロデュース
- Y&T –『テン』Ten（1990年）- プロデュース、エンジニアリング
- フォリナー –『Mr.ムーンライト』Mr. Moonlight（1994年）- プロデュース、エンジニアリング、ミキシング
- テン –『テン』X（1996年）- プロデュース、エンジニアリング、ミキシング
- テン –『ザ・ネーム・オヴ・ザ・ローズ』The Name of the Rose（1996年）- プロデュース、エンジニアリング、ミキシング
- テン –『ザ・ローブ』The Robe（1997年）- ミキシング